# Conrad Moench
Conrad Moench (Kassel, 15 d'agost de 1744, mort a Marburg el 6 de gener de 1805) va ser un botànic i professor de botànica a la Universitat de Marburg Alemanya des de 1786 a fins a la seva mort.
Va escriure Methodus Plantas horti botanici et agri Marburgensis l'any 1794, i herboritzà als camps i jardins del voltant de Marburg. El 1802 va donar nom a la planta Gillenia trifoliata, també donà nom al gènere de plantes Echinacea a finals del segle xviii.